# 안드레이 잠코보이
안드레이 빅토로비치 잠코보이(러시아어: Андре́й Ви́кторович Замково́й, 러시아어 발음: [ɐnˈdrʲej ˈvʲiktərəvʲɪtɕ zəmkɐˈvoj], 1987년 7월 4일~)는 러시아의 권투 선수이다. 2012년 하계 올림픽과 2020년 하계 올림픽 페더급에서 동메달을 획득했으며 세계 선수권 대회 금메달 1개, 은메달 1개를 획득했다.